# Phanerotomini
De Phanerotomini zijn een geslachtengroep van vliesvleugeligen uit de familie schildwespen (Braconidae).

## Geslachten
Deze lijst is mogelijk niet compleet.
- Phanerotoma (Wesmael, 1838)